# Дорофєєв Олександр Миколайович
Олександр Миколайович Дорофєєв (нар. 7 серпня 1960, Брянка) — радянський футболіст, що грав на позиції захисника та півзахисника. Відомий за виступами у клубі «Зоря», в складі якого зіграв 3 матчі у вищій лізі СРСР, а також був чемпіоном УРСР у зональному турнірі команд другої ліги, виступав також у низці інших футбольних клубів першої та другої ліги СРСР. Після закінчення футбольної кар'єри — російський футбольний тренер.

## Клубна кар'єра
Олександр Дорофєєв народився у Брянці, а розпочав професійно займатися футболом у ворошиловградському спортінтернаті, де його першим тренером був В'ячеслав Першин. У 1978 році молодий футболіст дебютував у вищій лізі СРСР, проте наступного року команда зайняла передостаннє місце в чемпіонаті, та вибула до першої ліги, тому у вищій лізі Дорофєєв зіграв лише 3 матчі. У 1980 році він розпочав сезон із «Зорею» в першій лізі, проте кінець сезону провів у команді другої ліги «Стахановець» із сусіднього міста Стаханов. Наступний рік футболіст провів у іншій команді другої ліги, але вже з Узбекистану — «Хіва». У 1982 році Дорофєєв повертається в Україну, де стає гравцем луцького «Торпедо» (Луцьк) під керівництвом свого першого тренера В'ячеслава Першина. За сезон футболіст зіграв 20 матчів, а наступний рік Олександр Дорофєєв розпочав у найвищому дивізіоні СРСР — команді «Пахтакор» з Ташкента. Проте в основний склад команди півзахисник з України не пробився, тому після кількох проведених матчів за дублюючий склад команди він перейшов до команди першої ліги «Зірка» із Джиззака. У кінці 1984 року футболіст нетривалий час грає в команді другої ліги «Динамо» із Самарканда, а в 1985 році повертається до «Пахтакора», який, щоправда, до цього часу вже вибув до першої ліги. У столиці Узбекистану Дорофєєв провів цього разу повний сезон, під час якого зіграв 12 матчів у чемпіонаті СРСР.
На початку 1986 року Олександр Дорофєєв повертається до ворошиловградської «Зорі», яка на цей час вибула до другої ліги. У ній футболіст стає гравцем основного складу, й у першому ж сезоні після повернення в рідну команду виграє разом із нею зональний турнір команд другої ліги, яке на той час давало гравцям звання чемпіона УРСР. У цьому ж році «Зоря» виграє перехідний турнір за місце в першій лізі, й наступного року розпочинає виступати в наступному за рангом турнірі. Проте вже у першій лізі Дорофєєв втратив місце в основі команди, і перейшов до складу друголігової команди «Торпедо» із Таганрога, у якій грає до кінця 1988 року. На початку 1989 року він стає гравцем команди «Суднобудівник» з Миколаєва, проте ще до закінчення сезону переходить до аматорського клубу «Сокіл» з Ровеньок, а в наступному році грає за інший аматорський клуб «Південьсталь» з Єнакієвого, після чого завершив виступи на футбольних полях.

## Після завершення футбольної кар'єри
Після завершення виступів на футбольних полях Олександр Дорофєєв перебрався до Росії, де став тренером ДЮСШ «Хвиля» в місті Дубна.

## Виступи за збірні
З 1976 року Олександр Дорофєєв залучався до ігор юнацюкої збірної УРСР, у складі якої став володарем Кубка Юності в 1976 році. У складі збірної УРСР у 1977 році він став переможцем Молодіжних ігор СРСР. Також Олександр Дорофєєв залучався до складу юнацької збірної СРСР.

## Особисте життя
Олександр Дорофєєв одружений, його син Сергій Дорофєєв є російським футболістом. який грав у кількох нижчолігових російських клубах.

## Досягнення
- Чемпіон УРСР: 1986